# Philippenhaus

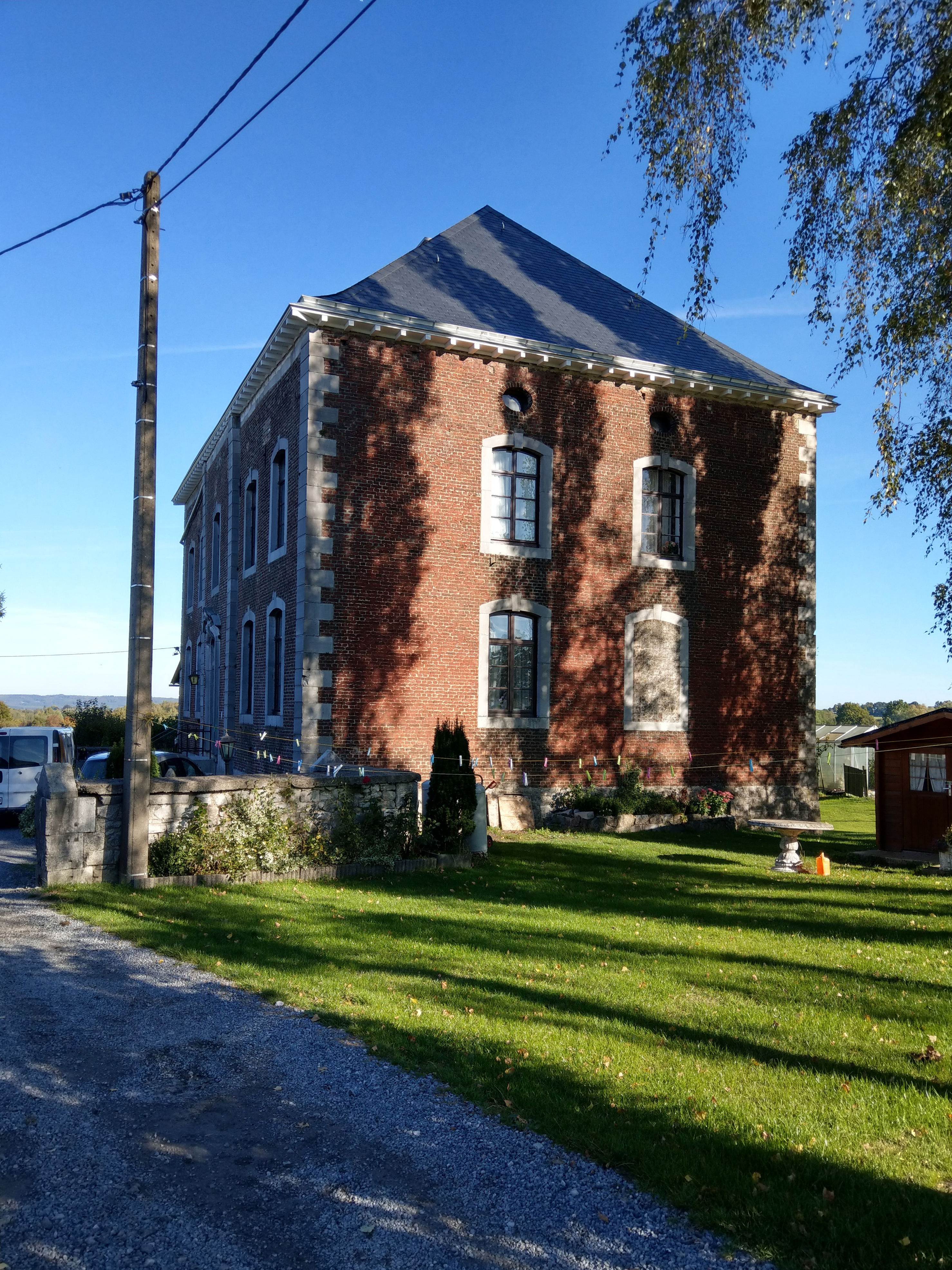
Philippenhaus

Das Philippenhaus, auch bekannt als Hof Merols oder Hagenhaus, ist ein ehemaliges Wasserschloss in der belgischen Ortschaft Kettenis bei Eupen in der Deutschsprachigen Gemeinschaft von Ostbelgien. Seinen Namen verdankt das Schloss dem Aachener Kaufmann Johann Joseph Philipp. Das bis heute erhalten gebliebene Herrenhaus wurde 1767 im Stile des Barock erbaut und 1988 unter Denkmalschutz gestellt.

## Geschichte
Das Philippenhaus und das benachbarte Waldenburghaus entstanden aus dem Stocklehen und einem weiteren Lehen des Aachener Marienstiftes. Seit 1589 wird zwischen dem Hof Merols (später Hagenhaus, heute Philippenhaus) und dem Schloss Merols (heute Waldenburghaus) unterschieden. Der alte Hof Merols war ursprünglich eine Wasserburg, von der nur einige wenige Spuren in Form von Gräben im Nordwesten erhalten geblieben sind.
Der erste namentlich erwähnte Besitzer von Hof Merols war um 1431 Carsilius von Eupen († 1451), Erbmarschall des Herzogtums Limburg, dem auch das Waldenburghaus gehörte. Nach ihm besaß ein gewisser Johann von Libermé das Anwesen, gefolgt im Jahr 1438 von Johan Scheyvart, der es bereits im Jahr 1444 an Mattias von Hagen veräußerte, der seinerseits das Gut nunmehr „Hagenhof“ nannte. Dieser Hof verblieb rund 270 Jahre im Familienbesitz, bis schließlich Ursula von Hagen als letzte Besitzerin aus der Familie erwähnt wird, die ihrerseits das Gut um 1694 als Mitgift in ihre Ehe mit Johann Berghe von Trips einbrachte. Dessen Sohn Johann Wilhelm Berghe von Trips verkaufte das Anwesen an Jacob Alexander de Royer (1714–1783), der 1767 damit begann, den heutigen Herrensitz erbauen zu lassen. Anschließend erhielt seine Nichte Marie Thérèse Josephe de Royer den Hof, die ihn im Jahr 1787 an Franz Josef van den Daele (1759–1786), dem Bürgermeister des Ortsteils Merols, verkaufte. Nach ihm erwarb der Kaufmann Johann Josef Philipp († 1819) aus Eupen  das Anwesen und benannte dieses fortan „Philippenhof“. Im Jahr 1835 gelangte das Gut in die Hände des Aachener Stiftspropstes Johann Mathieu Claessens (1784–1839), das nach dessen Ableben innerhalb seiner Verwandtschaft zunächst an einen Herrn Savels aus Gangelt, dann 1857 an Richard Savels und anschließend 1888 an Joseph  Savels vererbt wurde. Über diese Vorbesitzer kam der Philippenhof um 1920 an Lambert Joseph Nyssen (1878–1974), der ihn später an Constant Marie Leon Belderbos-Schaaf übertrug.

## Baucharakteristik

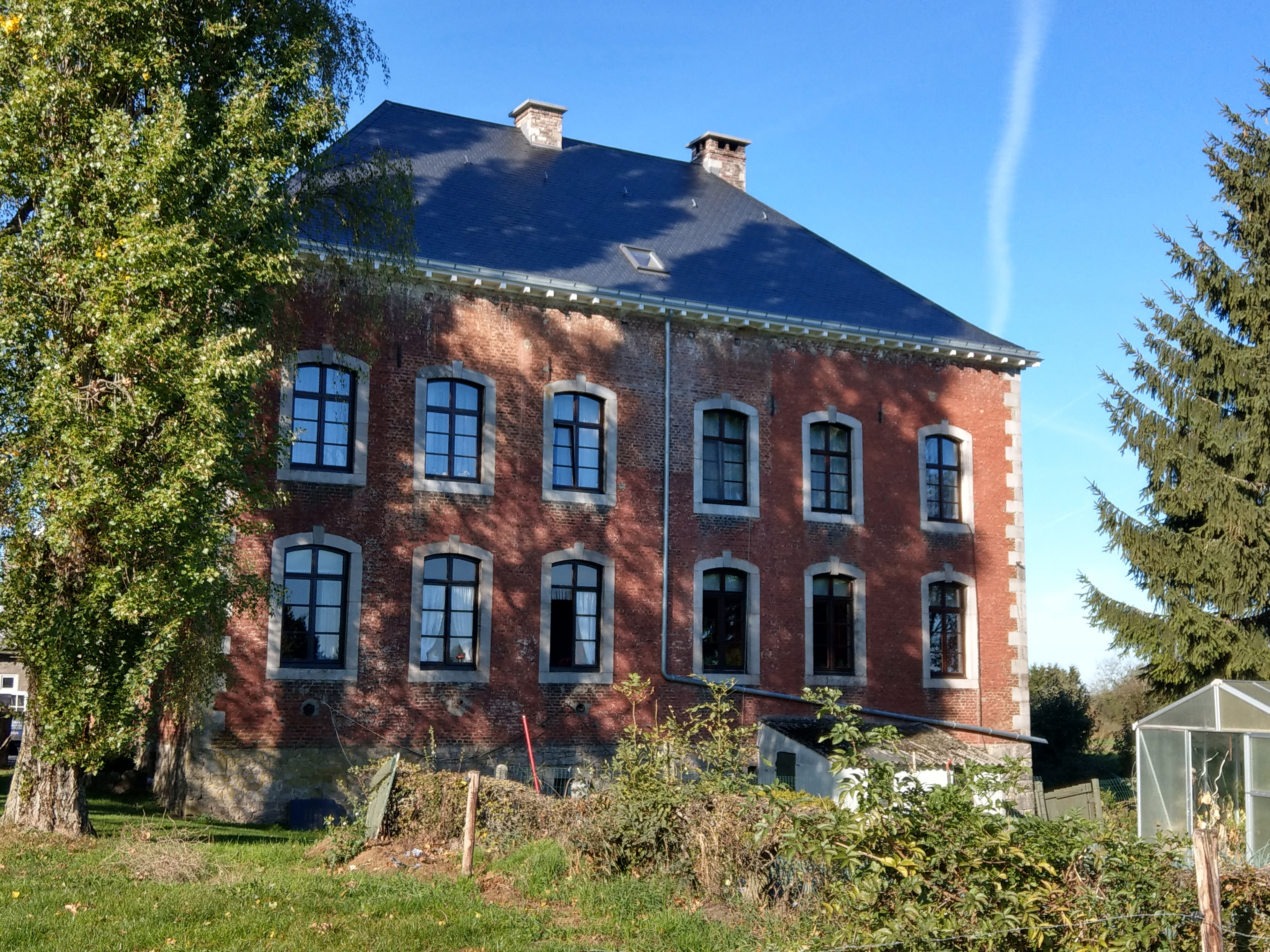
Rückseite

Das Philippenhaus ist ein symmetrisch gegliedertes zweigeschossiges Gebäude aus Ziegelsteinen auf einem rechteckigen Grundriss, das straßenseitig fünf Achsen mit einem Mittelrisalit, rückseitig sechs und seitlich zwei Achsen aufweist. Es ist bedeckt mit einem Walmdach mit betonten Aufschieblingen, aus dem zwei Kamine mit Eckquadern aus Blausteinen in Zahnschnittfolge herausragen. Das Haus ruht auf einem hohen Sockel mit zwei Reihen schwerer, gut behauener Bruchsteine. Sowohl der Mittelrisalit als auch die Hausecken sind mit Eckquadern aus Blaustein hervorgehoben, wobei diese auf den Längsseiten in gerader Folge und auf den kurzen Seiten des Hauses in Zahnschnittfolge angebracht sind. Ebenso wird die Vorderfassade unter den Aufschieblingen am Dach mit einem schmalen Band aus Blausteinen betont.
Sämtliche Fensteröffnungen sind segmentbogenartig geformt und mit geraden Blausteingewänden und eingesetztem trapezförmigem Keilstein eingefasst. Zusätzlich befinden sich über den Fenstern der Obergeschosse an den Schmalseiten des Hauses noch jeweils zwei ziegelgerahmte Ochsenaugen. Der rundbogige Eingang, der über eine mehrstufige neuere und gerade geschnittene Treppe erreicht wird, weist eine breite profilierte Blausteinrahmung auf, deren Sturz durch eine aufgesetzte verdickte Traufleiste verstärkt ist und der dortige Keilstein mit einem großen Muschelornament betont wird.
Das Philippenhaus ist nur über einen Anliegerweg erreichbar, dessen Eingang durch zwei schwere quadratische Blausteinpfeiler begrenzt wird.
Eine Rarität bei der Einrichtung des Hauses stellt der hölzerne Schrankaltar dar, dessen Herstellung auf den Aachener Stiftspropst Matthias Claessen zurückgeführt wird und der Schnitzereien des 18. Jahrhunderts trägt. Ob er aber heutzutage noch zum Hausinventar gehört, ist nicht überliefert.